# Giacomo Doria
O Marquês Giacomo Doria (1 de novembro de 1840 – 19 de setembro de 1913) foi um naturalista, botânico, herpetólogo e político italiano.
Fundou o Museo Civico di Storia Naturale em Génova em 1867, e foi o seu diretor até morrer. Hoje tem o nome de Museu de História Natural de Giacomo Doria.
Recolheu muitas amostras de plantas, conchas, borboletas e outros insetos na Pérsia com Filippo de Filippi (1862–63), em Sarawak com Odoardo Beccari (1865–66), no mar Vermelho (1879-1880) e Tunísia (1881).
Foi um ávido entomologista. Em 1891 foi eleito Presidente da Real Sociedade Geográfica Italiana.
No mundo da herpetologia, descreveu muitas novas espécies de anfíbios e répteis, incluindo vários que descreveu com Wilhelm Peters. É comemorado nos nomes científicos de oito espécies de répteis: Agama doriae, Cyclophiops doriae, Gonocephalus doriae, Homalophis doriae, Latastia doriai, Scincella doriae, Stenodactylus doriae, e Tropidonophis doriae.
Outros animais que receberam o seu nome são o canguru-arbóreo-de-Doria (Dendrolagus dorianus), falcão-de-doria (Megatriorchis doriae), o escaravelho Duvalius doriae, o escorpião-amarelo-iraniano (Odontobuthus doriae), o sapo-de-doria (Limnonectes doriae), a lesma-de-doria (Limax doriae) e outros (Asytesta doriae, Hoplopisthius doriae, Rhinoscapha doriai, etc).
Em 1891, o explorador italiano Vittorio Bottego designou, em homenagem a Doria, o principal afluente do rio Jubba, que hoje se chama rio Ganale Doria.
Foi ainda presidente da câmara de Génova durante alguns meses, em 1891.